# Первая Цазинская операция
Первая Цазинская операция (сербохорв. Прва Цазинска операција / Prva Cazinska operacija), также известная как Нападение НОАЮ на Цазин в апреле 1944 (сербохорв. Напад НОВЈ на Цазин априла 1944. / Napad NOVJ na Cazin aprila 1944.) — сражение Народно-освободительной войны Югославии, состоявшееся с 9 по 11 апреля 1944 года у города Цазин. Войска 4-го хорватского армейского корпуса НОАЮ в лице шести бригад участвовали в нападении, из них в бой шли две бригады, ещё четыре охраняли направления на Бихач, Острожац и Босанску-Крупу. Ожесточённые бои шли в Цазине и на дорогах, но и на третий день подавить сопротивление в городе партизаны не могли. Партизаны вынуждены были отойти, поскольку к Цазину пробились немецкие механизированные части с дивизионом штурмовых орудий из 373-й легионерской дивизии. С 12 по 16 апреля бригады ещё вели бои в окрестностях Цазина, но не предпринимали атак пойти на город, после чего 7-я и 8-я дивизии НОАЮ отступили окончательно.

## План операции
Операция была предпринята 4-м корпусом для того, чтобы поддержать основное наступление на оккупированные противником территории Боснии и Герцеговины. Для проведения операции были выбраны несколько мобильных бригад, которые должны были заблокировать гарнизон. Цазинский гарнизон был важнейшим укреплением обороны коммуникаций на Уне, и его взятие могло не только взломать оборону противника, но и склонить мусульманское население Цазинской краины в поддержку партизан. Город неоднократно осаждался партизанами и дважды захватывался во второй половине 1942 года. 6 апреля 1944 Верховный штаб НОАЮ приказал 4-му корпусу подготовить операцию по наступлению на Бихач, и штаб корпуса стал разрабатывать план нападения на Цазин.
В апреле 1944 года в Цазинской краине 4-й корпус собрал шесть бригад: 3-ю ударную и 4-ю из 7-й дивизии, 2-ю и 3-ю ударную из 8-й дивизии, две бригады Унской оперативной группы. Цазин же защищался 15-м горным корпусом вермахта, а именно 373-м разведбатальоном (нем. 373. Aufklärungs-Abteilung). Дороги на Бихач и другие населённые пункты, равно как и сами населённые пункты, защищала 373-я хорватская легионерская дивизия вермахта, усиленная подкреплениями от домобранцев и усташей
План нападения заключался в том, что в первую очередь надо было взять Цазин, потом Острожац и Отоку, а затем разрушить дорогу Бихач — Босански-Нови. Начало операции планировалось на вечер 9 апреля. На город шли 2-я бригада 8-й дивизии и 1-я бригада Унской оперативной группы, 2-я бригада Унской оперативной группы прикрывала нападение со стороны Бихача, 3-я бригада 8-й дивизии — со стороны Острожаца, 3-я и 4-я бригада 7-й дивизии — со стороны Отоки и Босанской-Крупы.

## Ход сражения
Вечером 9 апреля началась 20-минутная артиллерийская подготовка, по завершении которой пехота пошла в атаку. Бригады легко преодолели первые рубежи обороны и ворвались в город. В течение ночи велись бои в Цазине, но без особого успеха, и на рассвете бригады НОАЮ вернулись на исходные позиции. После подготовки в 18 часов уже 10 апреля партизаны повторили атаку, продвинувшись немного дальше со стороны Острожаца, но со стороны Бихача партизаны не смогли развить успех. 11 апреля в 5 часов утра был предпринят третий штурм, когда гарнизон уже устал. От разгрома усташи и немцы были спасены прибытием боевой группы из Бихача, состоявшей из механизированных и мотострелковых частей. Город так и остался под контролем усташей и немцев.
В хронике 373-й легионерской дивизии упомянуто следующее о сражении за город:

В дни с 9 апреля (Пасхальная неделя) по 11 апреля противник перешёл несколькими дивизиями в большие наступления, но все они были остановлены одновременно нашими войсками. Так, 9 апреля со стороны Баня-Луки к Острожацу (на Уне, к северо-востоку от Бихача) атаковал сильный резервный батальон противника, однако с помощью своевременно прибывших частей противник был отброшен. То же самое произошло в Цазине с батальоном разведки. 10 тысяч человек полностью заблокировали место. Высота и укреплённая позиция были потеряны, а командный пункт батальона должен был отступить на возвышенность к мечети. На следующий день, 10 апреля, несмотря на артиллерийскую поддержку из Бихача и налёт «штук», партизаны смогли продвинуться дальше. Однако утром в 3 часа лейтенант Штоцки организовал успешный контрудар и захватил артиллерийскую позицию, а вахтмейстер Вильмс со вторым контрударом захватил на юго-западе высоты и вернул две ранее потерянные противотанковые пушки PaK. В конце концов, на третий день, когда более половины территории оказалось в руках противника и когда началась сильная нехватка припасов, прибыло подкрепление в виде отряда штурмовых орудий, которые в упорной борьбе пробили себе путь через партизанские линии. Потерянное тяжёлое оружие было возвращено, более 30 погибших домобранцев похоронены в Цазине.
Оригинальный текст (нем.)In den Tagen vom 9. 4. (Ostersonntag) bis 11. 4. unternahm der Feind im gesamten Divisionsbereich größere Angriffe, die aber alle erfolgreich für die eigene Truppe abschlössen. So wurde am 9. 4. das von Banja Luka nach Ostrožac (an der Una, nordostwärts Bihać) verlegte Feldersatzbatl. stark angegriffen, der Feind aber mit Hilfe von rechtzeitig eingetroffenem Entsatz zurückgeworfen. Ebenso erging es der in Cazin liegenden A. A. 10 000 Mann sollen es gewesen sein, die den Ort völlig einschlössen. Eine Höhe, ein Stützpunkt nach dem andern gingen verloren; auch der Gefechtsstand der Abt. mußte nach der Moscheehöhe zurückverlegt werden. Auch am zweiten Tage, dem 10. 4., konnten die Partisanen trotz eigener Artillerieunterstützung von Bihać her und trotz Einsatzes von Stukas weiter vordringen. Doch gelang es einem von Lt. Stocky geführten Gegenstoß um 3 Uhr morgens, eine Geschützstellung und einem weiteren unter Wachtmeister Wilms, die südwestlich gelegenen höchsten Höhen des Einschließungsringes mit zwei verloren gegangenen Pak zurückzuerobern... Endlich am dritten Tage, dem 11. 4., als schon mehr als die Hälfte des Ortes in Feindeshand gefallen und starker Munitionsmangel eingetreten war, erfolgte der Entsatz durch eine Sturmgeschützabteilung, die sich in hartnäckigem Kampf einen Weg durch die Partisanenlinie hatte brechen müssen. Die verloren gegangenen schweren Waffen wurden zurückgewonnen, über dreißig gefallene Domobranen in Cazin beigesetzt.

После неудачной атаки Цазина бригады 8-й дивизии и Унской оперативной группы ещё до 16 апреля сражались под Острожацем и Отокой. 373-й разведбатальон, усиленный усташскими и домобранскими частями, ушёл в сторону Печиграда и попал в партизанскую засаду, из которой выбрался лишь небольшой отряд под командованием хорватского лейтенанта, вернувшийся в Цазин (батальон не досчитался 5 человек убитыми, 20 тяжело ранеными и двух тяжёлых миномётов).